# Rostskivlav
Rostskivlav (Lecidea lithophila) är en lavart som först beskrevs av Erik Acharius, och fick sitt nu gällande namn av Erik Acharius. Rostskivlav ingår i släktet Lecidea och familjen Lecideaceae.  Arten är reproducerande i Sverige. Inga underarter finns listade i Catalogue of Life.